# Renton (Escócia)
Renton é uma cidade em West Dunbartonshire, na Escócia.
A cidade era a sede do Renton Football Club, clube de futebol já extinto.